# Henrietta Ebert
Henrietta Ebert (* 15. Januar 1954 in Kirchmöser als Henrietta Dobler) ist eine ehemalige Ruderin aus der Deutschen Demokratischen Republik. 1976 gewann sie mit dem Achter die olympische Goldmedaille.
Henrietta Dobler begann 1971 in Plaue an der Havel mit dem Rudersport, 1972 siegte sie bei der Spartakiade. 1973 belegte sie mit dem DDR-Achter den zweiten Platz bei den Europameisterschaften hinter dem Boot aus der Sowjetunion. Im Jahr darauf gewann der Achter aus der DDR den Weltmeistertitel in der Besetzung Doris Mosig, Gunhild Blanke, Irina Müller, Brigitte Ahrenholz, Bianka Schwede, Ilona Richter, Henrietta Dobler, Helma Lehmann und Steuerfrau Sabine Brincker. Damit hatte der DDR-Achter den ersten Weltmeistertitel überhaupt gewonnen. 1975 gewann der DDR-Achter auch den zweiten Weltmeistertitel, allerdings war Henrietta Dobler nicht dabei. Zusammen mit Irina Müller, Dagmar Bauer, Helma Lehmann und Sabine Brincker gewann sie bei den Ruder-Weltmeisterschaften 1975 in Nottingham den Titel im Vierer mit Steuerfrau.
Ab 1976 trat sie nach ihrer Heirat als Henrietta Ebert an. Bei der olympischen Premiere im Frauenrudern 1976 in Montreal saß sie wieder im Achter. In der Besetzung Viola Goretzki, Christiane Knetsch, Ilona Richter, Brigitte Ahrenholz, Monika Kallies, Henrietta Ebert, Helma Lehmann, Irina Müller und Steuerfrau Marina Wilke gewann das Boot auch die erste olympische Goldmedaille im Achter. 1978 belegte sie mit dem DDR-Achter noch einmal den zweiten Platz bei den Weltmeisterschaften. 1974 und 1976 wurde sie für ihre sportlichen Erfolge mit dem Vaterländischen Verdienstorden ausgezeichnet.
Sie trat für den SC Dynamo Berlin an. Die gelernte Konditorin arbeitete nach ihrer Karriere als Köchin beim SC Dynamo. Nach der Wende war sie beim Bezirksamt in Berlin-Köpenick beschäftigt.